# Masacrul de la Mỹ Lai

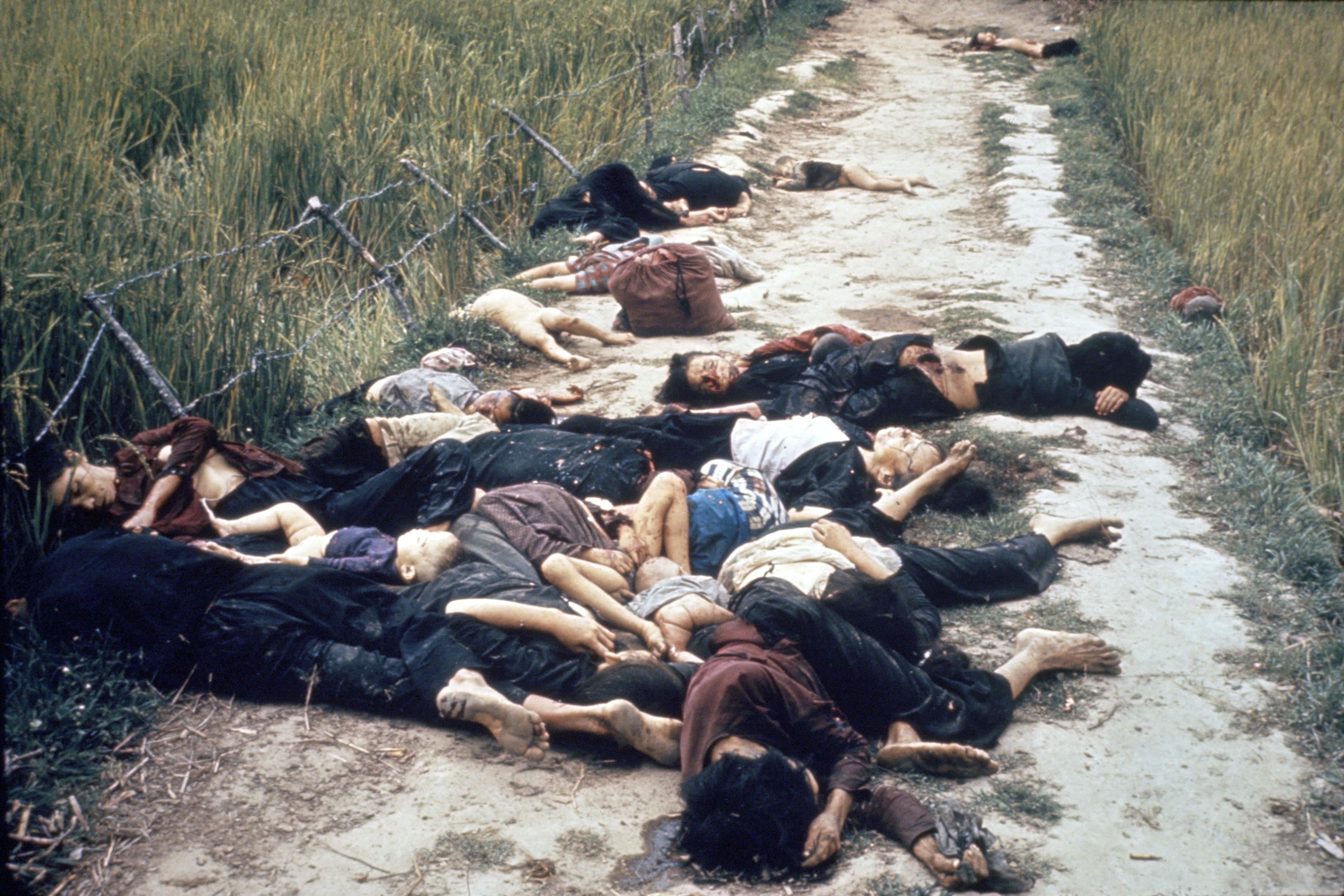
Civili vietnamezi (fermei și copii) uciși de soldați americani (16 martie 1968)

Masacrul de la Mỹ Lai a fost o crimă de război a SUA în timpul războiului din Vietnam, comisă la 16 martie 1968 în Mỹ Lai. Armata SUA a acoperit inițial masacrarea a 504  de civili. Doar prin cercetările jurnalistului de investigație Seymour Hersh evenimentele au devenit publice, deși publicarea raportului a fost inițial respinsă de toate mass-media timp de aproximativ un an. Hersh a primit Premiul Pulitzer în 1970, publicația a contribuit semnificativ la schimbarea opiniei publice despre război.
Soldații au violat femei și au ucis aproape toți locuitorii satului: 504 civili, inclusiv numeroși copii, femei și bătrâni. Toate animalele au fost, de asemenea, ucise. Doar câțiva soldați au refuzat ordinul de a ucide. Doar pilotul de elicopter american Hugh Thompson, care se afla într-un zbor de recunoaștere, i-a forțat pe soldați să cruțe unsprezece femei și copii. Echipajul elicopterului a primit onoruri pentru intervenția sa.
Imediat după masacru, ofițerii superiori au încercat să acopere incidentul. Potrivit relatării oficiale, „aproximativ 20 de civili au murit neintenționat” în Mỹ Lai, ca parte a ostilităților împotriva Viet Congului.